# Le Loroux-Bottereau
Le Loroux-Bottereau település Franciaországban, Loire-Atlantique megyében. Lakosainak száma 8595 fő (2022. január 1.). Le Loroux-Bottereau Divatte-sur-Loire, La Chapelle-Heulin, Haute-Goulaine, Le Landreau, La Remaudière, Saint-Julien-de-Concelles és Orée d’Anjou községekkel határos.

## Népesség
A település népességének változása:
| Lakosok száma | 3204 | 4033 | 4353 | 6023 | 7879 | 8031 | 8227 | 8397 | 8517 | 8595 |
|               | 1968 | 1982 | 1990 | 2006 | 2013 | 2015 | 2017 | 2019 | 2020 | 2022 |